# 콜론 광장

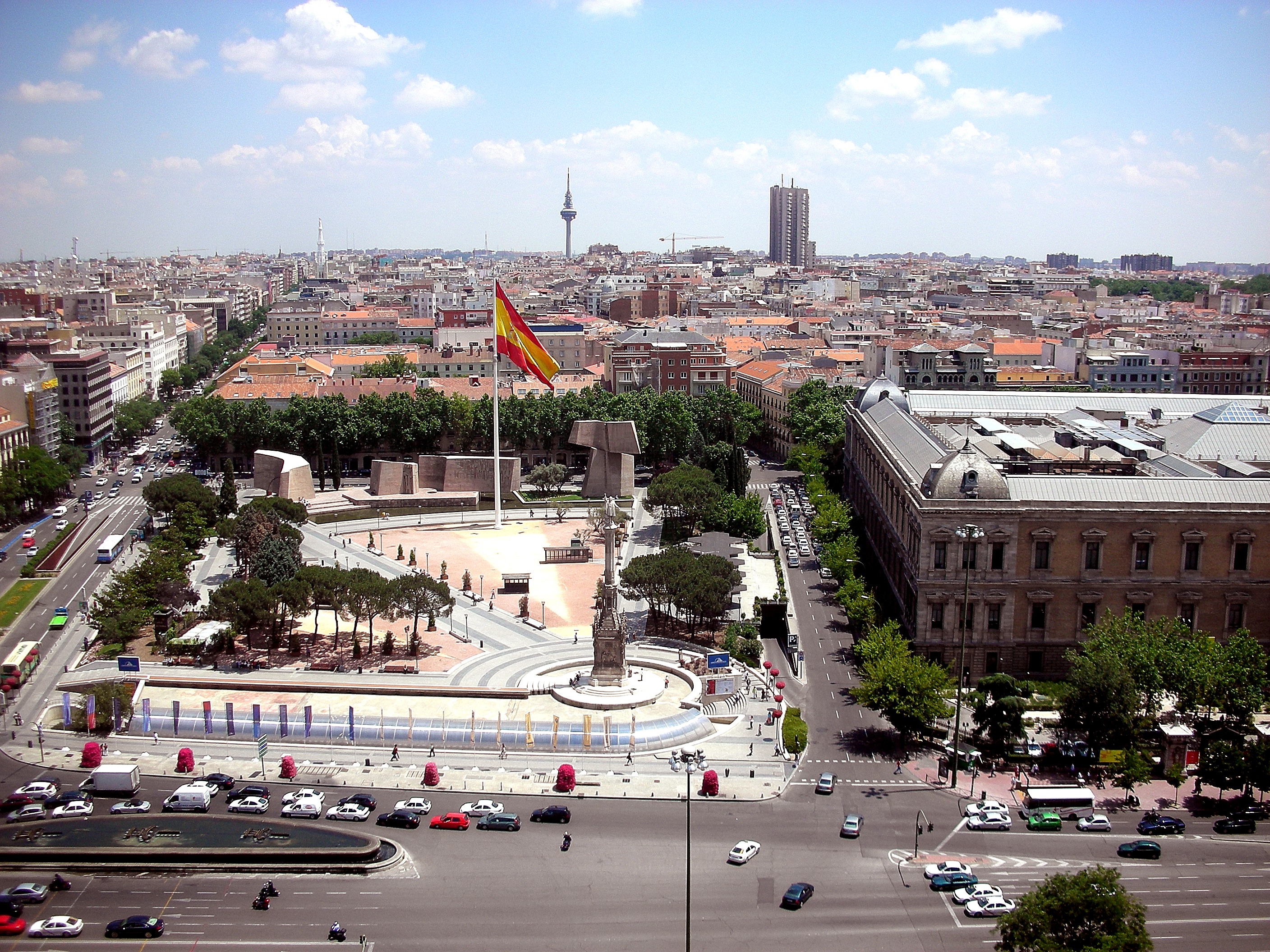
콜론 광장

콜론 광장(스페인어: Plaza de Colón)은 스페인 마드리드에 위치한 광장이다.